# Кіндзельський Леонід Петрович
Кіндзельський Леонід Петрович (нар. 5 серпня 1932, с. Рачки, Володарський адміністративний район, Київська губернія, Українська СРР [нині Білоцерківський район Київської області] — 19 квітня 1999, Київ) — лікар-онколог, радіолог. Головний радіолог МОЗ УРСР (1978—1986), доктор медичних наук, професор, заслужений діяч науки та техніки України, академік Української АН національного прогресу. Герой України (2021, посмертно).
Завдяки Леоніду Кіндзельському було врятовано багатьох ліквідаторів наслідків Чорнобильської катастрофи.

## Життєпис
Леонід Кіндзельський народився 5 серпня 1932 року в селі Рачки (нині Білоцерковського району Київської області) в селянській родині. Батько був сільським ковалем, мати  колгоспницею. В сім'ї зростало четверо дітей: три сини і дочка.
Після закінчення Володарської середньої школи Леонід Петрович вступив до Київського військово-медичного училища, яке закінчив 1953 року. Військову службу проходив у Радянській армії на території Австрії. Демобілізувавшись, у 1956 році став студентом Київського медичного інституту; навчання поєднував з роботою в лікувальних закладах.
Після закінчення інституту з відзнакою (1962), одержав призначення на наукову роботу в Київський науково-дослідний інститут гематології і переливання крові, де в 1966 році захистив дисертацію кандидата медичних наук.
З 1967 року Л. П. Кіндзельського перевели в Київський НДІ експериментальної та клінічної онкології. З 1971 року він працював на посаді старшого наукового співробітника в Київському науково-дослідному рентгенологічному та онкологічному інституті, де з 1973 року по 1986 рік очолював лабораторію променевої патології та експериментальної терапії. 1977 року захистив дисертацію доктора медичних наук, а в 1981 йому присвоєно звання професора.
У КНДРОІ вчений створює першу в Україні клініку системних пухлинних захворювань. Водночас з 1978 по 1986 рік Л. П. Кіндзельський є заступником директора інституту з наукової роботи, а також головним радіологом МОЗ УРСР.

### Участь у лікуванні постраждалих від аварії на ЧАЕС
Л. П. Кіндзельський брав активну участь у масовому обстеженні та лікуванні потерпілих від наслідків аварії на ЧАЕС.
З його ініціативи всі радіологічні лабораторії системи охорони здоров'я першої ж ночі були переключені на контроль радіаційної обстановки. Сам Леонід Петрович з дозиметристом обстежив забруднену територію, а надалі щодня подавав урядовій комісії поточну інформацію, обстоюючи необхідність термінової евакуації Чорнобильського району:
|  | Як тільки трапилась чорнобильська аварія, у моїй лабораторії лічильники відразу показали підвищення радіоактивності. Так от, замість того, щоб нам пояснити, що відбулося (ми, радіологи, могли б дати рекомендації населенню), у нас… опечатали лічильники. Нам сказали: те, що відбулось в Чорнобилі, є цілком секретним. І далі пішла хвиля засекречування. Виявилося — простіше приховувати, ніж розв'язувати проблему. Люди, мовляв, уже одержали дозу і тепер нічого не поробиш: треба засекретити, щоб не було паніки… |

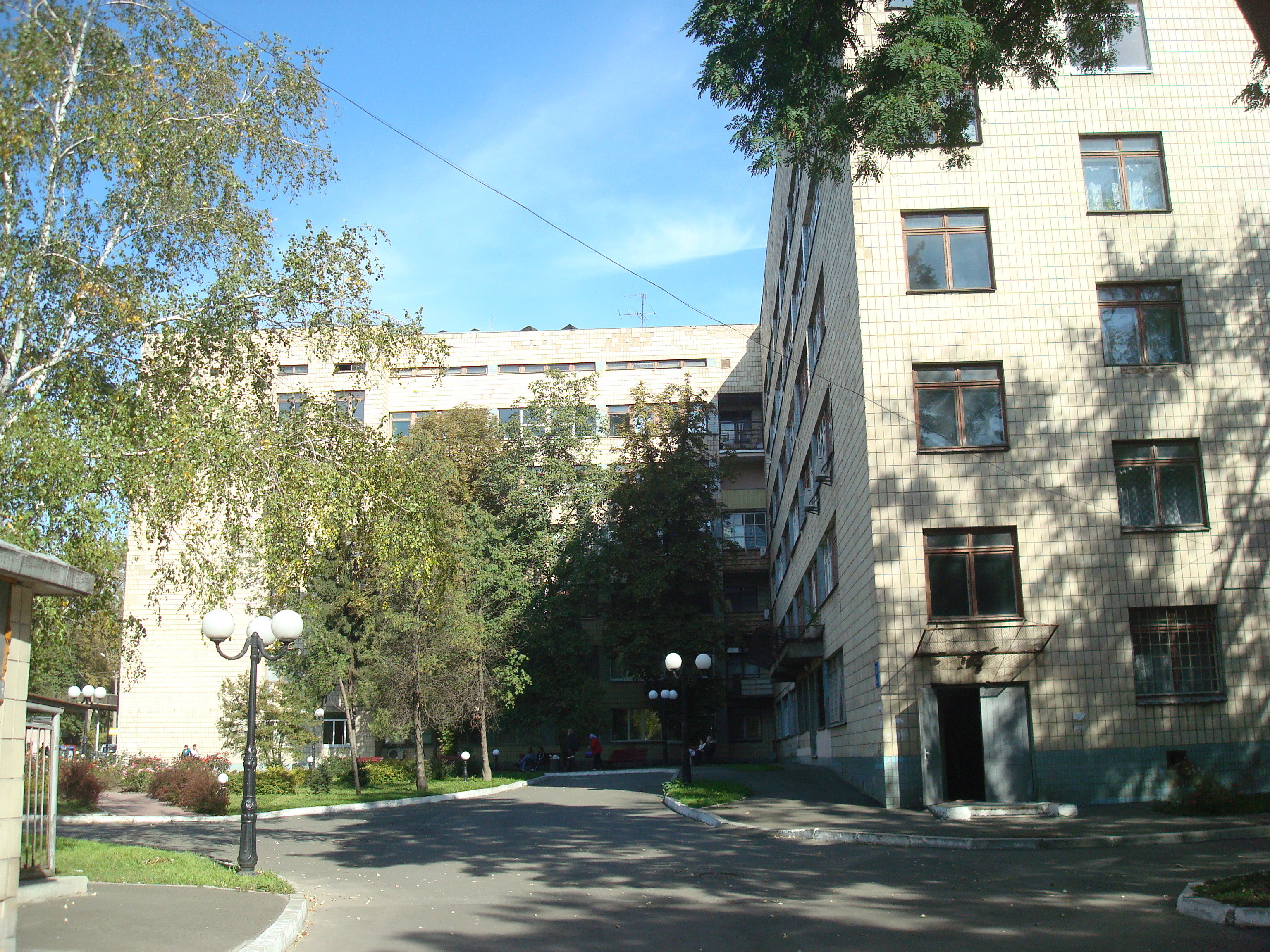
Клінічний корпус Інституту раку, Київ

Ліквідаторів з пожежного «караулу Правика», особливо сильно опромінених вибухом, доправляли літаком до Москви. Позаяк місць у 6-й клінічній лікарні столиці СРСР вистачило не для всіх, тільки 13 пожежників проходили лікування там, а 11 пацієнтів — у Леоніда Кіндзельського в Київському інституті радіології та онкології.
Про подробиці масштабів катастрофи і того, як лікарі рятувати життя ліквідаторів аварії, стало відомо з інтерв'ю Ганни Губарєвої — лікаря-онколога та очевидця подій, записаного «НВ» 2016 року.
27–28 квітня в Інститут раку почали надходити хворі з ознаками гострої променевої хвороби. Київська лікарська група почала з ретельного вимірювання не тільки гамма-випромінювання, але й альфа та бета, що дозволило ухвалити правильні рішення щодо подальшого лікування. Завдяки потужному промиванню організму змогли вивести інкорпоровані радіоактивні речовини з організму. Загалом зі 115 осіб, яким було поставлено діагноз «гостра променева хвороба», приблизно в 20 випадках вдалося запобігти наслідкам цієї хвороби, тобто падінню показників крові. 51-й людині довелося підсаджувати кістковий мозок.
На відміну від московських лікарів, які за методом доктора Роберта Пітера Ґейла з США вбивали кістковий мозок хворих і підсаджувати їм чужий (див. врізку), Леонід Кіндзельський вчасно усвідомив, чим відрізняється протокол лікування лейкозу кісткового мозку від лікування наслідків опромінення. Крім того, в Україні був найстаріший банк кісткового мозку — це була перша республіка у СРСР, яка мала необхідні ресурси для зберігання біологічних об'єктів кісткового мозку починаючи з 1936 року. Тому Леонід Петрович почав робити операції за методикою Жоржа Мате: підсаджував донорський кістковий мозок внутрішньовенно, не вбиваючи власний кістковий мозок постраждалого. Також робилася десорбція кісткового мозку.
У результаті, з 11 прооперованих у Києві до 16 травня вижили всі, а з 13 прооперованих хворих доктором Ґейлом у Москві вижили лише двоє. Всього у Києві лікувалися 115 хворих на гостру променеву хворобу, з яких не вижив тільки один. Леонід Кіндзельський тоді жив у комірчині біля свого кабінету, клініка працювала цілодобово.
Офіційна делегація з Москви, що приїхала розбиратися з обставинами, за словами Губарєвої, була розлючена. Кіндзельському заборонили продовжувати підсадки кісткового мозку, його навіть зняли з посади головного радіолога УРСР. Кількість поставлених діагнозів «променева хвороба» зменшили втричі, замість неї записували «вегето-судинну дистонію». Для радянської пропаганди київських пацієнтів з променевою хворобою взагалі не існувало.
На початку червня 1986 д-р Ґейл прилетів до Києва, де відбулася його зустріч та обмін досвідом з проф. Кіндзельським та іншими лікарями.

### Подальше життя
Через значне опромінення під час виконання службових обов'язків у найбільш небезпечний період після вибуху на ЧАЕС Леонід Петрович багато років нездужав, проте продовжував активно працювати, керуючи відділенням системних онкозахворювань Відділу загальної онкології та хіміотерапії Київського НДІ онкології.
Багато разів запрошувався за кордон (США, Канада, Велика Британія, Італія, Чехія, Китай) з доповідями на теми клініко-генетичних досліджень у післячорнобильський період. Шкодував про незатребуваність свого досвіду на батьківщині.
Учений багато років очолював Київську регіональну міжвідомчу раду по встановленню зв'язку захворювань з участю в ліквідації наслідків аварії на ЧАЕС, був заступником директора Інституту онкології МОЗ України, членом Національної комісії з радіаційного захисту.
19 квітня 1999 року він пішов з життя.

### Родина
Під час роботи у Київському НДІ гематології та переливання крові (1962—1967) Леонід Кіндзельський одружився зі Звєрковою Аллою Семенівною (нар. 30 квітня 1930). Вона є лікарем-гематологом, доктором медичних наук (1979), професором (1991).
Син Андрій (1964 р.н.) — лікар-онколог, професор, завідувач лабораторії при Детройтському університеті (США).
Усі троє членів сім'ї є учасниками ліквідації наслідків аварії на ЧАЕС.

## Внесок у науку
Професор Л. П. Кіндзельський був видатним клініцистом і теоретиком. Автор понад 350 наукових праць і низки винаходів. Під його керівництвом виконано 30 кандидатських та три докторських дисертації. Основні наукові інтереси: вивчення радіонуклідних методів обстеження, оцінка впливу аварії на ЧАЕС на розвиток пухлинних захворювань, відновлення гомеостазу у хворих після хіміопроменевого лікування. Серед наукового доробку вченого найважливіше місце займають нові методи ранньої та доклінічної діагностики злоякісних пухлин. Він перший у Радянському Союзі застосував радіонуклідні методи, зробив вагомий внесок у діагностику та лікування гострої променевої хвороби.
Леонід Петрович Кіндзельський створив власну наукову школу, запровадив принципово нові методи лікування злоякісних лімфопроліферативних захворювань, з'ясував провідні закономірності показників кровотворення в нормі та патології, функціонування трансплантованого кісткового мозку, вивчив основи метаболізму радіонуклідів.

### Деякі праці
- Дифференциальная диагностика ранних форм опухолей лимфоидной ткани // Актуал. проблемы медицины и биологии: Мат. конф. К., 1983
- 10-летний опыт крупно-польного облучения онкологических больных // Мат. 3-го з'їзду онкологів України. Д., 1990
- Застосування аутомієлотрансплантації в комплексному лікуванні лімфогранулематозу // Мат. 9-го з'їзду онкологів України. В., 1995
- Особенности течения и лечения лимфом в последние 10 лет на Украине // Мат. 1-го съезда онкологов СНГ. Москва, 1996[16].
- Гостра променева хвороба в умовах Чорнобильської катастрофи: Метод. посібник (монографія за ред. Л. П. Кіндзельського)
- Кіндзельський, Л. П., Злочевська, Л. Л., Шевченко, Ю. М., & Осипенко, М. І. Стан природної резистентності організму ліквідаторів через 10 років після аварії на ЧАЕС // УРЖ. — 1997. — № 5 — вип. 3. — С. 292—294.
- Кіндзельський Л. П. та ін. Профілактика та лікування ранніх та пізніх променевих ускладнень у хворих на злоякісні новоутворення, а також рубцевих та фіброзних змін іншого генезу. Методичні рекомендації. — Київ, 1999. — С. 3–26.
- Кіндзельський Л. П. та ін. Взаємозв'язок між цитогенетичними і гематологічними показниками в осіб, що постраждали в результаті аварії на ЧАЕС // Доп. АН України. — 1992. — № 3. — С. 145—148.
- Кіндзельський Л. П. Медична радіологія. Сучасний етап // Наука і суспільство — 1986. — № 7. — С. 14–21.
- Кіндзельський Л. П. Солдати імунної варти // Наука і суспільство — 1988. — № 4. — С. 18–23.
- KINDZELSKY, LP, and A. K. Butenko. «NATURAL-KILLER CELLS AND THEIR ROLE IN ANTI-TUMOR DEFENSE OF THE ORGANISM.» EKSPERIMENTALNAYA ONKOLOGIYA 5.3 (1983): 3–9.
- Ganul, V. L., L. N. Kindzelsky, and Z. P. Fedorenko. «Results of oncology, X-ray and radiological services of the Ukrainian SSR in 1987, 1988 and 1989.» (1990).
- Kindzelsky, L. P., and A. S. Zverkova. «Morphological Manifestation of Autoaggression in Leucosis.» International Society of Blood Transfusion. Vol. 38. Karger Publishers, 1972. 220—222.

### Патенти
(усі — співавт.)
- Спосіб лікування хворих лімфомами (опубліковано 25.12.1996)
- Засіб диференційної діагностики гемобластозів (опубліковано 25.12.1996)
- Спосіб диференційованої діагностики неходжкінських лімфом від лімфогрануломатозу (опубліковано 25.12.1996)
- Спосіб лікування променевих ускладнень при опромінюванні онкологічних хворих в сублетальних дозах (опубліковано 25.12.1996)
- Спосіб діагностики злоякісних пухлин легенів (опубліковано 20.12.1994)[17].

## Визнання, пам'ять
За наукові досягнення у вивченні онкозахворювань у 1976 році Леоніда Петровича було нагороджено орденом «Знак пошани». За участь у ліквідації аварії на ЧАЕС у грудні 1986 його було нагороджено орденом Трудового Червоного Прапора.
За повідомленнями ЗМІ, наукова громадськість світу визнала професора Л. П. Кіндзельського «Лікарем 1995 року — найкращим онкологом світу». Його ім'я було занесене у видану в США енциклопедію «500 кращих лікарів світу». Міжнародним біографічним інститутом він був визнаний «Людиною ХХ сторіччя» із врученням Диплома Честі.
Звання Герой України з удостоєнням ордена Держави (14 грудня 2021, посмертно) присвоєне за визначні особисті заслуги перед Українською державою у розвитку медичної науки, розробку і впровадження методів діагностики та лікування гострої променевої хвороби.
Щороку 19 квітня біля могили лікаря збираються чорнобильські ліквідатори та віддають шану людині, яка врятувала їх життя.